# Islamscy Bojownicy o Wolność Bangsamoro
Islamscy Bojownicy o Wolność Bangsamoro (Bangsamoro Islamic Freedom Fighters, BIFF) – islamistyczna organizacja zbrojna działająca na drugiej co do wielkości wyspie Filipin, Mindanao. Prowadzi zbrojną walkę, w tym przeciwko cywilom, o niepodległe państwo oparte na prawie szariatu.
BIFF wyodrębniło się w 2008 roku z większego Islamskiego Frontu Wyzwolenia Moro (MILF) po anulowaniu przez Filipiński Sąd Najwyższy porozumienia między rządem a rebeliantami z MILF. Wówczas przywódca Islamskich Bojowników Ameril Umbra Kato zebrał oddział partyzantów MILF do ataku na ludność cywilną. Islamscy Bojownicy o Wolność Bangsamoro sprzeciwiają się rozmowom pokojowym, ponieważ ich wynikiem nie będzie wyodrębnienie osobnego państwa.
W końcu stycznia 2014 w tygodniowej ofensywie przeciwko Islamskim Bojownikom o Wolność Bangsamoro filipińska armia zabiła 53 islamistów, w tym troje dzieci-żołnierzy wykorzystywanych przez BIFF. 2 lutego 2014 wojsko filipińskie ogłosiło zakończenie operacji pod kryptonimem "Czarny Koń" przeciw rebeliantom (ang. Operation Darkhorse, fil. Oplan Darkhorse). Uznano, że przyniosła sukces i poważne zmniejszyła możliwości działań ofensywnych BIFF, jednak nie wiadomo, czy udało im się pojmać lub zabić przywódcę organizacji – Kato.